# Enter the Wu-Tang (36 Chambers)
Albums de Wu-Tang Clan
Wu-Tang Forever
(1997)
Singles
1. Protect Ya Neck
Sortie : 3 mai 1992
2. Method Man
Sortie : 3 août 1993
3. C.R.E.A.M.
Sortie : 31 janvier 1994
4. Can It Be All So Simple
Sortie : 22 février 1994

Enter the Wu-Tang (36 Chambers) est le premier album studio du Wu-Tang Clan, sorti le 9 novembre 1993, sur le label Loud Records et distribué via RCA Records.

## Contenu
Le titre de l’album fait référence à un film de kung-fu hongkongais de 1978, La 36e chambre de Shaolin. RZA, leader officieux du groupe et producteur de l’album, parsème ainsi l’album de samples provenant de films de kung-fu. On retrouve également de nombreux samples de soul ainsi que des beats pénétrants et lourds, participant à l’ambiance inquiétante de l’album, encore aujourd’hui caractéristique du style new yorkais des années 1990.

## Influence
Cette empreinte sonore particulière permit un retour au premier plan du rap new yorkais sur la scène américaine, notamment au détriment du rap californien.
Son influence et son succès permirent de ce fait l’émergence de nombreux artistes de qualité à New York tels que Nas, The Notorious B.I.G., Mobb Deep ou encore Jay-Z. Aujourd’hui encore, cet album a une énorme influence sur l’ensemble des productions modernes.

## Réception
Malgré une atmosphère crue et une faible publicité, l’album a conquis les « charts » américains, se classant 8e au Top R&B/Hip-Hop Albums et 41e au Billboard 200. Il a été certifié en 1995 disque de platine par la Recording Industry Association of America (RIAA) le 15 mai 1995, avec plus d'un million de copies vendues sur le sol américain.
Contrairement à la plupart des groupes de hip-hop, le Wu-Tang ne donna pas de suite immédiate à cet album, du fait que plusieurs membres du groupe aient sorti des albums solos avant de se concentrer sur un deuxième album collectif, Wu-Tang Forever, qui ne sortira que quatre ans plus tard.
Le magazine Rolling Stone l'a classé à la 29e place des « 100 meilleurs albums des années 1990 » et 387e des « 500 plus grands albums de tous les temps ».
The Source l'a intégré dans sa liste des « 100 meilleurs albums de rap » et a classé les morceaux C.R.E.A.M. et Protect Ya Neck dans les « 100 meilleurs singles de rap ».
Les Inrockuptibles l'ont rangé à la 59e place des « 100 albums des années 1986-1996 ».
Il fait également partie des 1001 albums qu'il faut avoir écoutés dans sa vie.

## Liste des titres
Tous les titres sont produits par RZA, à l'exception de Da Mystery of Chessboxin', coproduit par Ol' Dirty Bastard, et Wu-Tang Clan Ain't Nuthing ta Fuck Wit, coproduit par Method Man.

### ÉditionCD[14]
| No  | Titre                                  | Contient un (des) sample(s) de | Durée |
| --- | -------------------------------------- | --- | ----- |
| 1.  | Bring da Ruckus                        | Synthetic Substitution de Melvin Bliss | 4:10  |
| 2.  | Shame on a Nigga                       | Black and Tan Fantasy de Thelonious Monk Different Strokes de Syl Johnson Mama Said Knock You Out de LL Cool J You're Movin' Too Slow de Johnny Vastano | 2:57  |
| 3.  | Clan in da Front                       | Ba-Lue Bolivar Ba-Lues-Are de Thelonious Monk Honeybee de The New Birth The Love You Save des Jackson 5 Synthetic Substitution de Melvin Bliss Pass the Bone de The Genius featuring RZA | 4:33  |
| 4.  | Wu-Tang: 7th Chamber                   | Spinning Wheel de Dr. Lonnie Smith As Long as I've Got You des Charmels Adrian Cronauer 1 de Robin Williams | 6:05  |
| 5.  | Can It Be All So Simple                | The Way We Were / Try to Remember de Gladys Knight & the Pips I Got The... de Labi Siffre | 6:53  |
| 6.  | Da Mystery of Chessboxin'              | Tramp d'Otis Redding et Carla Thomas | 4:48  |
| 7.  | Wu-Tang Clan Ain't Nuthing ta Fuck Wit | Theme From Underdog de W. Watts Biggers Nobody Beats the Biz de Biz Markie featuring T.J. Swan Papa Was Too de Joe Tex Tomorrow d'Andrea McArdle In the Rain des Dramatics | 3:36  |
| 8.  | C.R.E.A.M.                             | As Long as I've Got You des Charmels Money (Dollar Bill Y'all) de Jimmy Spicer | 4:12  |
| 9.  | Method Man                             | Chim Chim Cheree de Dick Van Dyke, Julie Andrews, Karen Dotrice et Matthew Garber Method of Modern Love de Hall & Oates Get Off of My Cloud des Rolling Stones Sport de Lightnin' Rod featuring Kool & The Gang Super Sporm de Captain Sky Pat-a-cake, Pat-a-cake, Baker's Man (Chanson enfantine) Fat Albert Theme d'Ed Fournier et Ricky Sheldon I Taut I Taw a Puddy Tat de Tweety Pie featuring Sylvester the Cat How Many Licks? (Publicité pour les Tootsie Pops) Green Eggs and Ham du Dr. Seuss | 5:50  |
| 10. | Protect Ya Neck                        | The Grunt des J.B.'s Fame d'Irene Cara She'll Be Coming 'Round the Mountain (Traditionnel) Rock the Bells de LL Cool J | 4:52  |
| 11. | Tearz                                  | After Laughter (Comes Tears) de Wendy Rene Get Me Back on Time, Engine #9 de Wilson Pickett The Way We Were de Barbra Streisand | 4:17  |
| 12. | Wu-Tang: 7th Chamber—Part II           | Clan in da Front du Wu-Tang Clan | 5:08  |
| 13. | Method Man (Skunk Mix)                 | Going to Kentucky (Traditionnel) I'm Just a Bill de Jack Sheldon Disco Lady de Johnnie Taylor Synthetic Substitution de Melvin Bliss | 3:12  |

### Éditionvinyle[16]
| 1. | Bring da Ruckus                | 4:10 |
| 2. | Shame on a Nigga               | 2:57 |
| 3. | Clan in da Front               | 4:33 |
| 4. | Wu-Tang: 7th Chamber           | 6:05 |
| 5. | Can It Be All So Simple        | 6:53 |
| 6. | Protect Ya Neck (Intermission) | 4:52 |

| 1. | Da Mystery of Chessboxin'              |                                 | 4:48 |
| 2. | Wu-Tang Clan Ain't Nuthing ta Fuck Wit |                                 | 3:36 |
| 3. | C.R.E.A.M.                             |                                 | 4:12 |
| 4. | Method Man                             |                                 | 5:50 |
| 5. | Tearz                                  |                                 | 4:17 |
| 6. | Wu-Tang: 7th Chamber – Part II         |                                 | 5:08 |
| 7. | Conclusion                             | Protect Ya Neck du Wu-Tang Clan | 1:02 |